# Модератор неутрона
У нуклеарном инжењерингу, модератор неутрона је средина која смањује брзину брзих неутрона. На тај начин добијају се термални неутрони који су способни да иницирају и одржавају нуклеарну ланчану реакцију. Обично модератор садржи деутреријум (у облику тешке воде), водоник (у случају обичне воде) и графит. Берилијум се такође некада користи, а могућа је употреба и угљених хидрата.

## Објашњење
У термалном нуклеарном реактору, језгро тешких елемената, као што је уранијум, апсорбује споре, термалне неутроне (енергија од 0,002 еВ до 0,5 eV), атом уранијума постаје затим нестабилан и распада се на два атома, који се називају продукти фисије односно распадања. Када дође до фисије уранијума, резултат реакције су обично два нова атома, фисиона продукта, затим неколико(2-3) брзих неутрона, и одређена количина енегије која се манифестује као кинетичка енергија продукта реакције. Вероватноћа да дође до настанка ланчане реакције директно зависи од брзине тј. енергије ослобођених неутрона. Брзи неутрони много ређе и теже доводе до фисије уранијума 235, зато се морају успорити а тиме им се смањује и енергија. Тиме се повећава вероватноћа да дође до фисије на атомима уранијума и да се успостави ланчана реакција.
Добар модератор неутрона је материјал лаких елемената који добро не апсорбују неутроне. Неутрони се значи сударају са атомима модератора и једноставно се одбијају. У овом судару неутрон губи део своје енергије. Након много оваквих судара, брзина неутрона се значајно смањи и резултат је термални неутрон, који даље лако иницира фисију на уранијуму 235.
Када се говори о брзим реакторима, јасно је да користе брзе неутроне, и с обзиром да се не морају успоравати, ови реактори немају модератор.
У свим реакторима који имају модератор неутрона, долази до фисије коју су иницирали неутрони различитих енергија тј. брзина, па и помоћу брзих неутрона. Али важно је рећи да су неки реактори више термализовани, пример је реактор типа КАНДУ, где су скоро сви фисиони неутрони потпуно термализовани, с обзиром да је модератор тешка вода. У реакторима са водом под притиском велики део неутрона који иницира фисију је брза.
Начин на који је модератор расподељен у језгру реактора може знатно да утиче на цену и сигурност самог реактора.

## Материјал
- Водоник, као саставни део обичне воде, је један од најчешћих модератора. Реактори који користе овај тип модератора морају да имају обогаћени уранијум као гориво.
- Деутеријум, у облику тешке воде, користи се у реактору типа КАНДУ. Реактори који имају овај модератор могу да користе необогаћени уранијум.
- Угљеник, у облику штапова од графита, користи се у РБМК реакторима.
- Берилијум, у облику метала. Берилијум је веома скуп и отрован, па је његова употреба ограничена.